# Groeten uit de Rimboe
Groeten uit de Rimboe is een Nederlandse reallifeserie van SBS6 geproduceerd door Eyeworks.

## Format en verloop
Eén Vlaams en twee Nederlandse gezinnen reizen af naar inheemse stammen die zonder veel contact met de buitenwereld nog een vrij autarkisch bestaan leiden om daar drie weken door te brengen. In de tweede serie, "Groeten Terug" brachten leden van twee van de drie stammen een tegenbezoek aan hun gasten in Nederland. De derde stam, de Tamberma, kreeg op het laatste moment geen toestemming om naar België te reizen. In de derde serie gaan drie nieuwe gezinnen op bezoek.
Begin 2005 was al een volledig Vlaamse versie te zien op VTM getiteld Toast Kannibaal. De eerste twee series trokken een miljoen kijkers. In 2019 wordt een soortgelijk programma uitgezonden onder de naam Cultuurshock, waarin gezinnen een week leven bij een inheems volk dat een hele andere cultuur kent dan zij. Ze passen zich hierbij volledig aan aan de gewoontes van het volk.

## Groeten uit de Rimboe

### Groeten uit de Rimboe (najaar2005)
- Hans en Monique Massing uit Nootdorp met kinderen Hans en Rachel bezochten de Himba-stam in Namibië. Hans en Monique zijn inmiddels gescheiden.
- Ton en Mieke Rentier uit Hilversum met kinderen Lisanne en Yannick bezochten de Mentawai-stam in Indonesië.
- Lode en Suzanne Bierkens uit Mol met dochter Wenkce en zoons Bram en Bavo bezochten de Tamberma-stam in Togo. Dit gezin was ook eerder al te zien in de Vlaamse serie Toast Kannibaal.

### Groeten uit de Rimboe (najaar2006)
- Ron en Claudia de Jonge met zoons Danny en Jordy uit Nieuw Bergen bezochten de Suraji-stam in Ethiopië.
- Peter en Clasien Bregman uit Hem met dochters Rosa, Noortje, Sara, Maartje en Dieuwertje bezochten de Hagahai-stam in Papoea-Nieuw-Guinea.
- Familie Laseure met dochter Nikky en zoon Jeffrey uit België bezocht de Huaorani-stam in Ecuador.

### Groeten uit de Rimboe (voorjaar2008)
- De familie Kazàn was op bezoek bij de Samburu in Kenia.
- Familie De Smet, op bezoek bij de Mursi in Ethiopië.
- De familie De Leeuw was op bezoek bij de Dogon in Mali.

### Groeten uit de Rimboe (najaar2010)
De eerste aflevering van dit seizoen werd uitgezonden op 27 oktober 2010 en de laatste op 8 december 2010. Op 17 november 2010 was er geen aflevering, wat betekent dat dit seizoen in totaal zes afleveringen telt.
- De familie Anin, een lilliputter familie, bezocht de Zemba-stam in Namibië.
- De familie Ditsel, bezocht de ruige Bodi-stam in Ethiopië. Deze familie deed in 2007 mee met het programma Afvallers XXL.

## Groeten Terug
SBS6 zond in het voorjaar van 2006 een opvolger voor Groeten uit de Rimboe uit, genaamd Groeten Terug.

### Groeten Terug (voorjaar2006)
- Himba-leden Chief (stamhoofd), Kateeko (Chiefs eerste vrouw), Muundjua (Chiefs tweede vrouw) en Tjiuojua (krijger) bezochten de familie Massing.
- Mentawai-leden Teu Reun (medicijnman), Martina (Teu Reuns vrouw), Menakki (hun dochter), Pageta en Oro Sagu (krijgers) bezochten de familie Rentier.

### Groeten Terug (voorjaar2007)
- Suri's Bargudu (stamhoofd), Haribula, Sabakana en de twee vrouwen Kereng en Nakuraholi bezochten de familie de Jonge.
- Hagahais Sinale (stamhoofd), zijn vrouw Nomi, Mea en de twee jongens Puya en Didiman bezochten de familie Bregman.

### Groeten Terug (najaar2008)
- De Familie Kazàn kreeg vier stamleden op bezoek.
- De Familie de Leeuw kreeg vier stamleden op bezoek.
- De Familie de Smet doet aan dit programma niet mee.

### Groeten Terug (voorjaar2011)
In het vierde seizoen van Groeten Terug komen de stammen uit het vierde seizoen van Groeten uit de Rimboe op bezoek in Nederland. De eerste aflevering van dit seizoen werd uitgezonden op 9 april 2011 en de achtste en laatste aflevering op 28 mei 2011.
- De familie Ditsel, uit het Twentse Rijssen, kreeg bezoek van de ruige Bodi-stam uit Ethiopië.
- De familie Anin, uit Heerhugowaard, kreeg bezoek van de Zemba-stam uit Namibië.

## Belgen in de Rimboe
Na het tweede seizoen van Groeten Terug zond SBS6 Belgen in de Rimboe uit, in dit programma werden 3 Vlaamse gezinnen gevolgd met hun avonturen. De drie gezinnen waren eerder te zien in de Vlaamse versie van Groeten uit de Rimboe, namelijk Toast Kannibaal.

### Belgen in de Rimboe (Voorjaar2007)
Familie Frankenbestaande uit Kurt, Jasmina en de dochters Sarah, Charlotte en Astrid. Zij bezochten de Pokaja-stam in Papoea-Nieuw-Guinea.
Familie Beernaert uit Moorsledebestaande uit Franky, Nadine, dochter Marieke en de zonen Wannes en Corneel. Zij bezochten de Himba-stam in Namibië.
Familie Deroo uit Grimbergenbestaande uit Marc, Marise, dochter Charlotte en zoon Lukas. Zij bezochten de Mentawai-stam in Indonesië.